# Hybris (jeu vidéo)
Pour les articles homonymes, voir Hybris (homonymie).
Hybris est un jeu vidéo de type shoot them up développé par Cope-com et édité par Discovery Software, sorti en 1988 sur Amiga. 
Le jeu a donné suite à Battle Squadron en 1989.

## Développement
- Programmation : Martin B. Pedersen
- Graphismes : Torben Larsen
- Musique : Paul van der Valk
- Game design : Torben Larsen, Martin B. Pedersen, Viet Nguyen, Andy Hook
- Programmation de l'éditeur de niveau : Martin B. Pedersen, Søren Grønbech
- Programmation Diskdrive : Rick Ross
- Manager de production : Rick Ross